# Eduardo Dantas
Eduardo Dantas (Rio de Janeiro, 3 febbraio 1989) è un lottatore di arti marziali miste brasiliano.
Combatte nella divisione dei pesi gallo per l'organizzazione statunitense Bellator, nella quale è stato campione di categoria dal 2012 al 2014 con due difese del titolo; ha vinto anche il torneo Bellator della quinta stagione ed in passato è stato campione sudamericano Shooto.
È uno dei tanti talenti prodotti dalla scuola di arti marziali miste Nova União di Rio de Janeiro, la quale vanta alcuni dei più grandi campioni di MMA come José Aldo, Renan Barão e Cláudia Gadelha.

## Carriera nelle arti marziali miste

### Inizi: Shooto
Dantas inizia la sua carriera nelle arti marziali miste nel 2007 con la sezione brasiliana dell'organizzazione nipponica Shooto.
Dantas vince i suoi primi due incontri, entrambi per decisione dei giudici di gara; combatte un terzo incontro per l'organizzazione Cassino Fight, incontro che perde per squalifica, in quanto da regolamento non si potevano sferrare soccer kick, tecnica utilizzata da "Dudu" Dantas durante il match.
Nel novembre dello stesso anno ebbe occasione di combattere in Giappone contro il campione dei pesi gallo Shooto in carica Shinichi Kojima in un incontro non valido per il titolo: Dantas sorprese, riuscendo ad imporsi con una vittoria per decisione unanime dei giudici di gara.
Nel 2008 migliorò ulteriormente il proprio record personale mettendo a segno tre vittorie consecutive nello Shooto Brasile, due delle quali per sottomissione ed una per KO: in particolare il match contro Luis Alberto Nogueira era valido per il titolo di campione sudamericano Shooto, titolo quindi vinto da Dantas.
Nel 2009 porta il proprio score a 7-1 con una vittoria ai punti nell'organizzazione World Fighting Combat.
Lo stesso anno ottiene la possibilità di lottare per un titolo importante come quello di campione mondiale Shooto, affrontando il fuoriclasse Masakatsu Ueda, al tempo considerato uno dei pesi gallo più forti del mondo: Dantas paga la minore esperienza e viene sconfitto ai punti anche per diverse scorrettezze commesse durante il match.
Successivamente vinse altri due incontri e nel 2010 difese il proprio titolo di campione sudamericano Shooto sottomettendo Samuel de Souza in soli venti secondi.

### Bellator Fighting Championships
Nel 2011 Dantas firma un contratto con la statunitense Bellator, al tempo considerata la più grande organizzazione che prevedesse tornei ad eliminazione diretta; entra nella quinta stagione della promozione, prendendo parte al torneo dei pesi gallo che avrebbe decretato lo sfidante al campione di categoria in carica Zach Makovsky.
Nei quarti di finale Dantas combatte contro il connazionale Wilson Reis, che già aveva preso parte a numerosi tornei dei pesi piuma Bellator, ed ha la meglio mettendolo KO nella seconda ripresa con una ginocchiata in salto.
In semifinale fatica non poco ad avere la meglio sull'ex campione Desert Rage Ed West, spuntando una risicata vittoria ai punti.
La finale è contro l'esperto lottatore olimpico cubano Alexis Vila: Dantas riesce a spuntarla per decisione unanime, vincendo il torneo e guadagnandosi quindi il diritto a sfidare il campione in carica Zach Makovsky.
La sfida contro Makovsky avviene nell'aprile del 2012: Dantas domina l'avversario per una ripresa e mezza sia nello striking, sia nella lotta a terra, finendolo con uno strangolamento e divenendo il nuovo campione dei pesi gallo Bellator.
Pochi mesi dopo accetta di combattere anche un incontro nella promozione regionale brasiliana dello Shooto e perde per KO contro Tyson Nam, venendo escluso dalle classifiche dei top 10 dei pesi gallo nelle quali vi era entrato dopo la vittoria del titolo Bellator.
Dopo quella sconfitta shock Dantas riesce comunque nella prima difesa del titolo contro l'amico ed esperto di jiu jitsu brasiliano Marcos Galvão, imponendosi per KO durante la seconda ripresa e tornando ad essere considerato un top di categoria.
Nell'ottobre 2013 Dantas s'infortunò alla caviglia e quindi dovette rimandare l'eventuale successiva difesa del titolo al 2014; nel marzodi quell'anno avrebbe dovuto affrontare il connazionale Rafael Silva ma quest'ultimo diede forfait causa infortunio e il successivo contendente Joe Warren non diede la propria disponibilità a sostituirlo, di conseguenza venne scelto Anthony Leone come avversario: Dantas vince per mezzo di una spettacolare sottomissione realizzata come transizione dallo sprawl di un tentativo di takedown dell'avversario,
Nel maggio 2014 avrebbe dovuto difendere il titolo contro l'ex campione dei pesi piuma Joe Warren, ma un nuovo infortunio impedì a Dantas di prendere parte all'incontro e quindi venne messa in gioco una cintura di campione ad interim vinta dallo stesso Warren.
La sfida tra Dantas e Joe Warren si concretizzò in ottobre, ed il campione brasiliano non riuscì a difendere il titolo per la terza volta consecutiva dovendo cedere al wrestler statunitense con tutti i giudici che assegnarono un punteggio di 48-47 al nuovo campione.
Nel marzo del 2015 sconfigge ai punti Mike Richman.

### Risultati nelle arti marziali miste
| Risultato | Record | Avversario            | Metodo                               | Evento                                                   | Data              | Round | Tempo | Città                      | Note                                                 |
| --------- | ------ | --------------------- | ------------------------------------ | -------------------------------------------------------- | ----------------- | ----- | ----- | -------------------------- | ---------------------------------------------------- |
| Vittoria  | 17-4   | Mike Richman          | Decisione (unanime)                  | Bellator CXXXIV                                          | 27 marzo 2015     | 3     | 5:00  | Thackerville, Stati Uniti  |                                                      |
| Sconfitta | 16-4   | Joe Warren            | Decisione (unanime)                  | Bellator CXXVIII                                         | 10 ottobre 2014   | 5     | 5:00  | Thackerville, Stati Uniti  | Perde il titolo dei Pesi Gallo Bellator              |
| Vittoria  | 16-3   | Anthony Leone         | Sottomissione (rear naked choke)     | Bellator CXI                                             | 7 marzo 2014      | 2     | 2:04  | Thackerville, Stati Uniti  | Difende il titolo dei Pesi Gallo Bellator            |
| Vittoria  | 15-3   | Marcos Galvão         | KO (pugni)                           | Bellator LXXXIX                                          | 14 febbraio 2013  | 2     | 3:01  | Charlotte, Stati Uniti     | Difende il titolo dei Pesi Gallo Bellator            |
| Sconfitta | 14-3   | Tyson Nam             | KO (pugno)                           | Shooto Brazil 33                                         | 25 agosto 2012    | 1     | 1:40  | Rio de Janeiro, Brasile    |                                                      |
| Vittoria  | 14–2   | Zach Makovsky         | Sottomissione (triangolo di braccio) | Bellator LXV                                             | 13 aprile 2012    | 2     | 3:26  | Atlantic City, Stati Uniti | Vince il titolo dei Pesi Gallo Bellator              |
| Vittoria  | 13–2   | Alexis Vila           | Decisione (unanime)                  | Bellator LIX                                             | 26 novembre 2011  | 3     | 5:00  | Atlantic City, Stati Uniti | Vince il torneo dei Pesi Gallo Bellator V            |
| Vittoria  | 12–2   | Ed West               | Decisione (non unanime)              | Bellator LV                                              | 22 ottobre 2011   | 3     | 5:00  | Yuma, Stati Uniti          | Torneo dei Pesi Gallo Bellator V, Semifinale         |
| Vittoria  | 11–2   | Wilson Reis           | KO (ginocchiata in salto e pugni)    | Bellator LI                                              | 24 settembre 2011 | 2     | 1:02  | Canton, Stati Uniti        | Torneo dei Pesi Gallo Bellator V, Quarti di finale   |
| Vittoria  | 10–2   | Samuel de Souza       | Sottomissione (armbar)               | Shooto: Brazil 20                                        | 11 dicembre 2010  | 1     | 0:20  | Rio de Janeiro, Brasile    | Difende il titolo Sudamericano dei Pesi Gallo Shooto |
| Vittoria  | 9–2    | Hiromasa Ogikubo      | Sottomissione (rear naked choke)     | Shooto: The Way of Shooto 3: Like a Tiger, Like a Dragon | 30 maggio 2010    | 3     | 1:21  | Tokyo, Giappone            |                                                      |
| Vittoria  | 8–2    | Carlos Roberto        | KO Tecnico (pugni)                   | Shooto: Brazil 14                                        | 26 novembre 2009  | 2     | 0:46  | Rio de Janeiro, Brasile    |                                                      |
| Sconfitta | 7–2    | Masakatsu Ueda        | Decisione (unanime)                  | Shooto: Revolutionary Exchanges 1: Undefeated            | 19 luglio 2009    | 3     | 5:00  | Tokyo, Giappone            | Per il titolo dei Pesi Gallo Shooto                  |
| Vittoria  | 7–1    | Mauricio Santos Jr.   | Decisione (unanime)                  | World Fighting Combat                                    | 24 aprile 2009    | 3     | 5:00  | Niterói, Brasile           |                                                      |
| Vittoria  | 6–1    | Luis Alberto Nogueira | Sottomissione (armbar)               | Shooto: Brazil 9                                         | 29 novembre 2008  | 2     | 1:41  | Fortaleza, Brasile         | Vince il titolo Sudamericano dei Pesi Gallo Shooto   |
| Vittoria  | 5–1    | Juan Tessari          | Sottomissione (rear naked choke)     | Shooto: Brazil 7                                         | 28 giugno 2008    | 2     | 2:33  | Rio de Janeiro, Brasile    |                                                      |
| Vittoria  | 4–1    | Hudson Rocha          | KO Tecnico (pugni)                   | Shooto: Brazil 5                                         | 26 gennaio 2008   | 1     | -     | Rio de Janeiro, Brasile    |                                                      |
| Vittoria  | 3–1    | Shinichi Kojima       | Decisione (unanime)                  | Shooto: Back To Our Roots 6                              | 8 novembre 2007   | 3     | 5:00  | Tokyo, Giappone            |                                                      |
| Sconfitta | 2–1    | Aritano Silva Barbosa | Squalifica (calcio illegale)         | Cassino Fight 4                                          | 15 settembre 2007 | 1     | 3:31  | Manaus, Brasile            |                                                      |
| Vittoria  | 2–0    | Fabio Oliveira        | Decisione (unanime)                  | Shooto Brazil 3: The Evolution                           | 7 luglio 2007     | 3     | 5:00  | Rio de Janeiro, Brasile    |                                                      |
| Vittoria  | 1–0    | William Porfirio      | Decisione (unanime)                  | Shooto: Brazil 2                                         | 24 marzo 2007     | 3     | 5:00  | Rio de Janeiro, Brasile    |                                                      |